# Clément Labar
Clément Labar (10 juli 2003) is een Belgische atleet, die gespecialiseerd is in de 3000 m steeple. Hij veroverde één Belgische titel.

## Biografie
Labar nam in 2021 op de 3000 m steeple deel aan de Europese kampioenschappen U20 in Tallinn. Hij werd uitgeschakeld in de reeksen. Het jaar nadien nam hij op hetzelfde nummer deel aan de wereldkampioenschappen U20 in Cali. Hij werd met de 16e tijd uitgeschakeld in de reeksen.
In 2023 werd Labar op de Europese kampioenschappen U23 in Espoo 8e in de finale van de  3000 m steeple. In 2024 werd hij voor de eerste keer Belgisch kampioen op dat nummer.
Labar is aangesloten bij Athlétisme Running Ciney Haute-Meuse.

## Belgische kampioenschappen
Outdoor
| Onderdeel      | Jaar |
| -------------- | ---- |
| 3000 m steeple | 2024 |

## Persoonlijke records
Outdoor
| Onderdeel      | Prestatie | Datum        | Plaats             |
| -------------- | --------- | ------------ | ------------------ |
| 3000 m steeple | 8.37,70   | 19 juni 2024 | Naimette-Xhovémont |

## Palmares

### 3000 m steeple
- 2021: 10e in reeks EK U20 in Tallinn – 9.18,56
- 2022: 5e in reeks WK U20 in Cali – 9.04,39
- 2023: 8e EK U23 in Espoo – 8.47,38
- 2024:  BK AC – 8.40,30

## Onderscheidingen
- 2023: Gouden Spike voor beste mannelijke belofte